# فيلموس بالوغ
فيلموس بالوغ (بالمجرية: Balog Vilmos) (مواليد 21 فبراير 1975) هو ملاكم مجري، مثّل بلاده في الألعاب الأولمبية الصيفية 2004.

## روابط خارجية
هذه المقالة غير مرتبط بويكي بيانات